# Schaaktoernooi

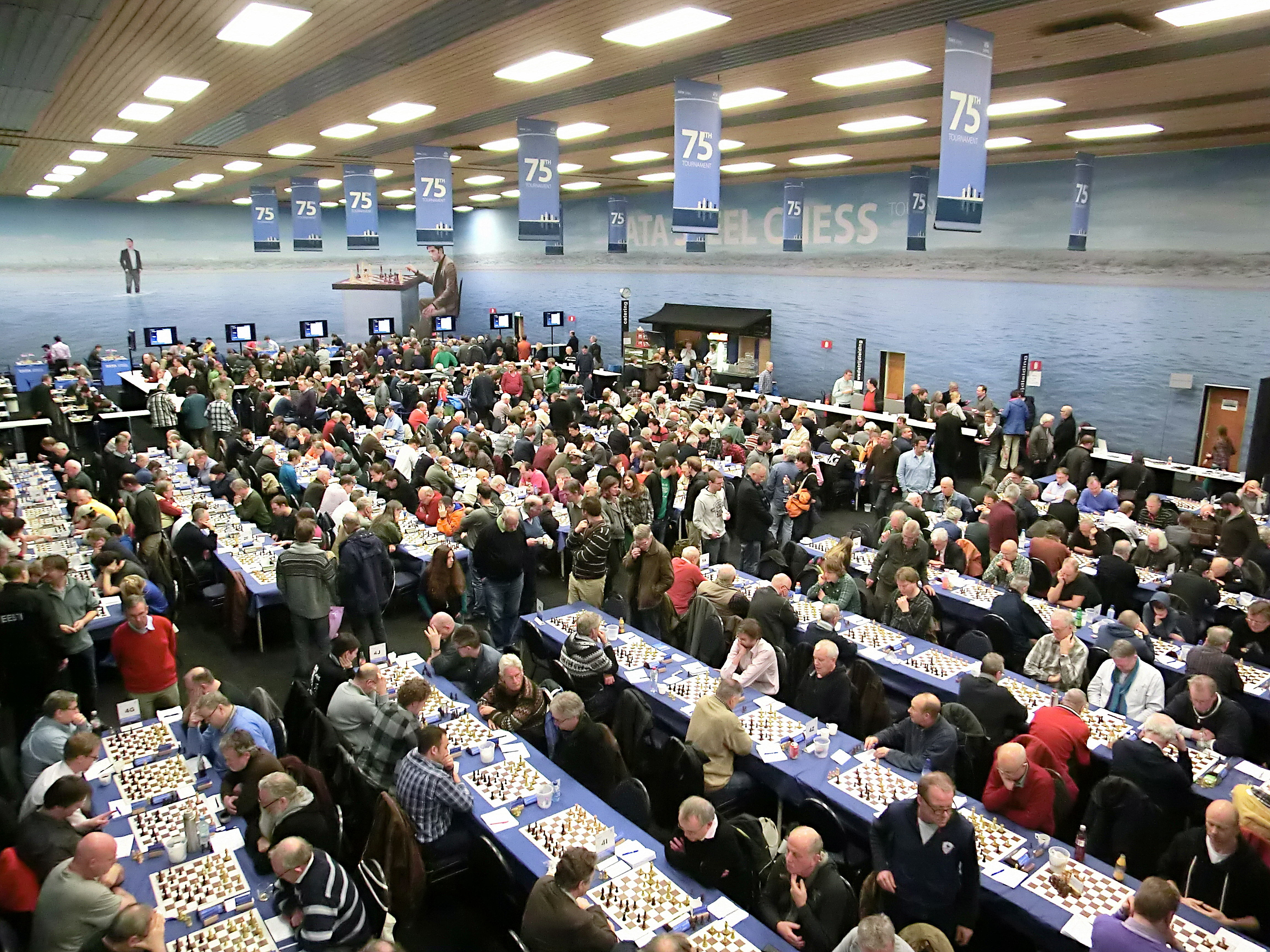
Tata Steel-schaaktoernooi in 2013

Een schaaktoernooi is een toernooi of wedstrijd in de schaaksport waarin meer dan twee schakers tegen elkaar spelen om zo te bepalen wie de sterkste schaker is. Als twee schakers het in een aantal partijen tegen elkaar opnemen, dan spreken we van een schaaktweekamp of schaakmatch.

## Toernooivormen
De vormgeving van het toernooi hangt samen met het aantal deelnemers, de locatie, en over welke tijdspanne het toernooi gespeeld wordt. 

### Type toernooien
Het open toernooi. Dit is een toernooi dat in beginsel openstaat voor iedere schaker die zich wil inschrijven, ongeacht zijn titel, nationaliteit, geslacht of federatie waar hij lid is. Deelnemers kunnen wel opgesplitst worden in zogenoemde ratinggroepen, zodat zij spelen in een competitie met ongeveer gelijke opponenten.
Het besloten toernooi. Bij een besloten toernooi gelden toelatingsvereisten, denk hierbij aan leeftijd (een jeugdtoernooi of veteranentoernooi) of geslacht (een vrouwentoernooi). Sommige regionale schaakbonden organiseren een persoonlijke kampioenschap waar uitsluitend leden van de betreffende schaakbond voor in aanmerking komen. Veel schaakverenigingen kennen een interne competitie en bekertoernooi voor eigen leden.
Het kwalificatietoernooi. Om deel te kunnen nemen aan een kwalificatietoernooi, moet men eerst deelnemen aan voorronden, of een bepaalde minimumprestatie behalen op andere toernooien. Het NK Schaken is een kwalificatietoernooi.
Het invitatietoernooi. Aan deze toernooien kunnen uitsluitend schakers meedoen die van de organisatie een uitnodiging hebben ontvangen. Meestal gaat het hierbij om internationale bekende grootmeesters. Sommige toernooien werken met wildcards, zoals het Tata Steel Chess Tournament.

### Competitievormen
De volgende competitievormen komen veel voor:
- De Round-robin (ook wel genoemd: een halve competitie). Hierbij speelt elke deelnemer eenmaal tegen elke andere deelnemer, volgens een van tevoren bekend wedstrijdschema waarbij men afwisselend wit of zwart heeft. (Om wiskundige redenen kan echter niet worden voorkomen dat deelnemers eenmaal twee partijen achtereen met wit dan wel met zwart spelen.)
- De volledige competitie, waarbij elke speler twee keer tegen een tegenstander speelt. Eenmaal met wit en eenmaal met zwart.
- Het Zwitsers systeem, de indeling waarbij de deelnemers in elke ronde zo veel mogelijk een tegenstander treffen met op dat moment hetzelfde puntenaantal. Een dergelijk schema wordt gehanteerd als het aantal ronden kleiner is dan het aantal deelnemers. De paring voor de volgende ronde vindt pas plaats als alle uitslagen van de lopende ronde bekend zijn. Voor de paring wordt computersoftware gebruikt.
- De saldocompetitie (ook wel Keizer-systeem genaamd), waarbij niet iedere deelnemer evenveel partijen hoeft te spelen. In elke ronde speelt men tegen een tegenstander met op dat moment ongeveer hetzelfde saldo. Bij winst krijgt men er een punt bij, bij verlies gaat er een punt af. Een dergelijke vorm wordt vooral gebruikt voor (interne) clubcompetities waarbij niet iedereen elke clubavond hoeft te komen. De toernooileider bepaalt dan de paring aan de hand van wie er aanwezig zijn.
- Het knock-outsysteem, waarbij men telkens een korte match speelt waarvan enkel de winnaar naar de volgende ronde gaat. Eindigt een partij in remise, dan wordt een barrage gehouden van rapidpartijen en/of snelschaakpartijen.
- Het Scheveningen-systeem, een toernooivorm waarbij zowel de sterkte van het team als de individuele schakers gemeten kan worden. Elke speler van het ene team neemt het minimaal een keer op tegen een speler van het andere team. Voor het eerst toegepast in 1923.

Dezelfde competitievormen kunnen ook voor teamwedstrijden worden toegepast.

### Tijdsindeling
Wat betreft de tijdspanne waarin de partijen worden gespeeld, kunnen de volgende toernooivormen worden onderscheiden:
- Het eendaagse schaaktoernooi, dat wordt afgewerkt binnen een dag of dagdeel. Deze toernooivorm is uitsluitend geschikt wanneer de partijen worden gespeeld volgens een snel speeltempo, zoals rapid of snelschaak. Vaak vinden eendaagse toernooien plaats in het weekend, waardoor het een populaire toernooivorm is voor recreatieve spelers.
- Het weekendtoernooi, dat doorgaans begint op vrijdag en eindigt op zondag. Bij de meeste weekendtoernooien worden zes partijen gespeeld volgens het klassieke speeltempo. Men speelt één partij op vrijdag, drie op zaterdag en twee op zondag. Voordeel hiervan is dat recreatieve spelers mee kunnen doen zonder verlof te vragen van hun werk. Een veelgehoorde kritiek onder schakers is dat een weekendtoernooi intensief en vermoeiend is, omdat binnen korte tijd veel partijen moeten worden afgewerkt.

- Het meerdaagse schaaktoernooi binnen een aaneengesloten periode.  Deze toernooivorm komt vaak voor bij de grotere en bekendere toernooien, zoals het Tata Steel Chess Tournament, het Amsterdam Science Park Chess Tournament en het Open NK. Er wordt elke dag één partij gespeeld volgens het klassieke speeltempo, doorgaans met een ruime denktijd. Vaak is er ook een rustdag in het schema opgenomen. Nadeel van deze toernooivorm is dat partijen op doordeweekse dagen gespeeld moeten worden, waardoor recreatieve spelers met een baan vakantiedagen moeten opnemen.
- Het meerdaagse schaaktoernooi over een langere periode. Het is ook mogelijk om een meerdaags toernooi te spelen over een langere periode. Een keer per week of een keer per maand vindt een partij plaats. Meestal worden de partijen in het weekend of op een doordeweekse avond gespeeld. De meeste schaakverenigingen hebben een interne competitie, die volgens dit principe gespeeld wordt.

### Bijzondere toernooivormen
- Het thematoernooi, waarbij de spelers verplicht zijn een bepaalde openingszet te spelen, of een bepaalde variant van een opening.
- Het handicaptoernooi, waarbij de sterkere speler een voorgift doet, om de zwakkere speler meer kans te geven. Handicaptoernooien kwamen in de 19e eeuw regelmatig voor, maar zijn tegenwoordig zeer zeldzaam.
- Het correspondentieschaaktoernooi. Bij correspondentieschaak sturen de spelers elk op hun eigen plaats en tijd elkaar de zetten toe. Vaak heeft men meerdere dagen de tijd om een zet te doen.
- Het online schaaktoernooi, waarbij de spelers niet met een fysiek bord spelen, maar via een online schaakplatform (zoals Chess.com of Lichess).

## Bekende schaaktoernooien

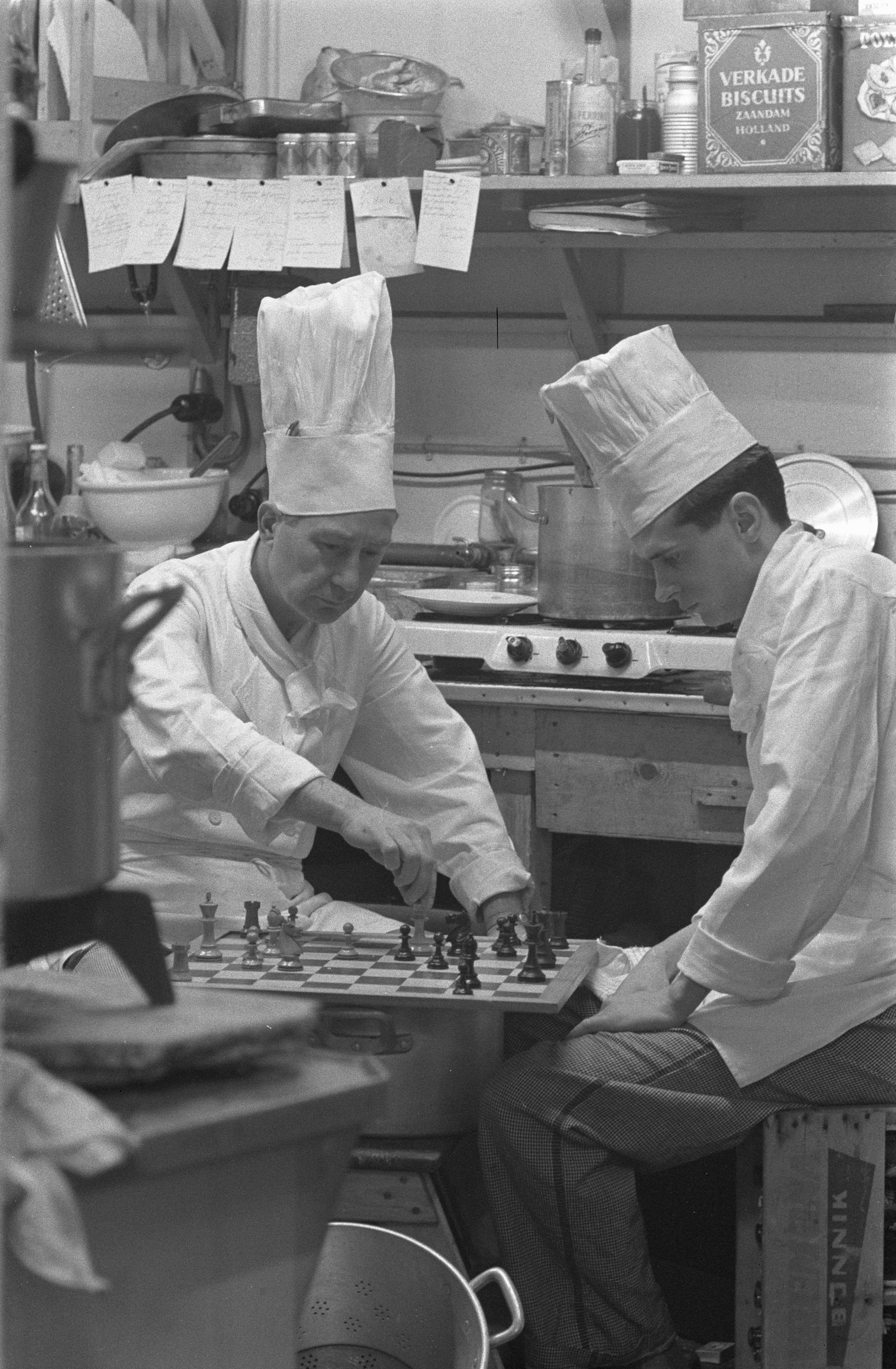
Koks tijdens Hoogovenstoernooi 1960

### Toernooien gehouden in Nederland
- Amsterdam Science Park Chess Tournament (sinds 2011)
- BPB Limburg Open Maastricht (sinds 2007)
- Leiden Chess Tournament (sinds 2007)
- Amsterdam Chess Tournament (2004-2006)
- Chess Tournament Hoogeveen (sinds 1996)
- Euro Chess Tournament/ONJK (sinds 1975)
- Hogeschool Zeeland Schaaktoernooi Vlissingen (sinds 1995)
- Open schaakkampioenschap Gouda (sinds 1993)
- BSG Pinkstertoernooi Bussum (sinds 1983)
- Open Kampioenschap van Utrecht (Utrecht) (sinds 1974)
- Schaakfestival Groningen (sinds 1963)
- IBM International Chess Tournament (1961-1981)
- Hutton Toernooi -Nederlandse Kampioenschap voor Jeugdteams van regionale bonden (sinds 1959)
- Open Nederlands Kampioenschap (Dieren) (sinds 1955)
- Schaaktoernooi Groningen 1946
- Tata Steel-schaaktoernooi Wijk aan Zee (sinds 1938)
- AVRO-toernooi (1938)
- Daniël Noteboom-toernooi (sinds 1936)
- Nederlands kampioenschap schaken (sinds 1873)
- Nationale schaakwedstrijd te Nijmegen (1858)

### Toernooien gehouden in België
- Inventi-toernooi Antwerpen
- Open van Brasschaat
- Internationaal Schaaktoernooi Geraardsbergen
- Open van Leuven
- Kappelle-op-den-Bos
- Taminco Open Gent
- Criterium van Aalter
- Belgisch Kampioenschap
- Belgisch Jeugdkampioenschap
- Vlaams Kampioenschap
- Hasseltse Zomerblitz
- Vlaams Studenten Schaaktoernooi
- Schoolschaaktoernooi
- Nationale interclub

### Toernooien gehouden in het buitenland
- Izmir Open, in Turkije
- Ural Supertournament, in Rusland
- Linares-toernooi, in Spanje
- Europees kampioenschap schaken
- Europees schaakkampioenschap voor landenteams
- Nationale Kampioenschappen Schaken, in het betreffende land
- Aziatisch kampioenschap schaken
- Afrikaans kampioenschap schaken

### Toernooien waarvan de locatie wisselt
- Wereldkampioenschap schaken
- Schaakolympiade
- NAVO Schaaktoernooi
- Europees jeugdkampioenschap schaken[1]